# Daniel Carney
Pour les articles homonymes, voir Carney.
Daniel Carney (8 août 1944 - 9 janvier 1987) est un romancier rhodésien d'origine britannique. Trois de ses romans ont été adaptés au cinéma. Il est le frère d'Erin Pizzey, une écrivaine et militante pour les droits des femmes britannique.

## Biographie
Daniel Carney, fils de diplomate britannique, est né à Beyrouth en 1944. En 1963, il s'installe en Rhodésie et rejoint la British South Africa Police, où il a servi pendant trois ans et demi. En 1968, il a co-fondé la société immobilière Fox et Carney à Harare. Il meurt d'un cancer en 1987.